# Springtime

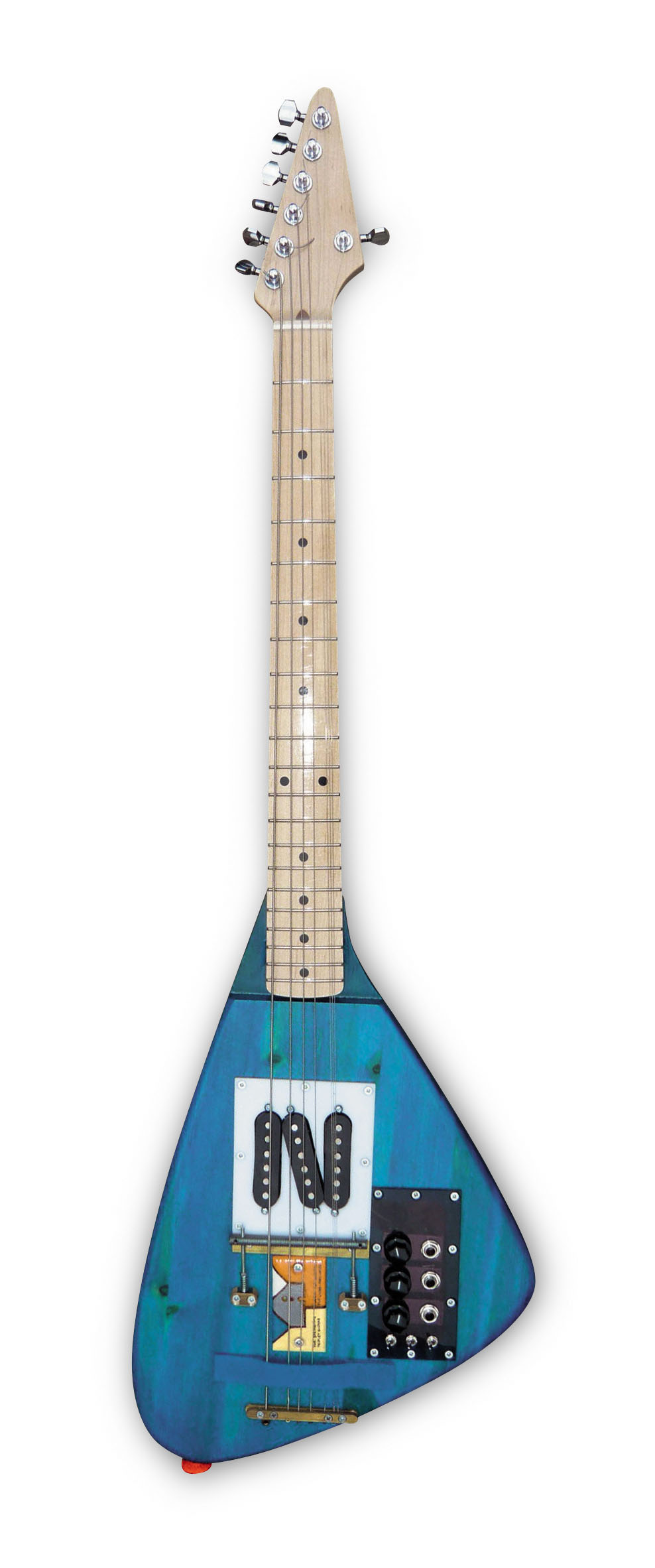
La Springtime, una guitarra eléctrica estéreo con 3 ouputs, Yuri Landman, 2008.

La Springtime es una guitarra eléctrica estéreo con siete cuerdas creado por Yuri Landman.
En febrero del 2008, Yuri Landman contactó con la banda inglesa Blood Red Shoes con quienes acordó fabricarles el instrumento por Laura-Mary Carter.
La afinación es B + E B E + B- B0 B+

## Springtime II
En julio del 2008, Yuri Landman contactó con Lou Barlow, de la banda estadounidense Dinosaur Jr y Sebadoh, con quienes acordó fabricarles una Springtime alternativa con cuatro pastillas, la Springtime II.

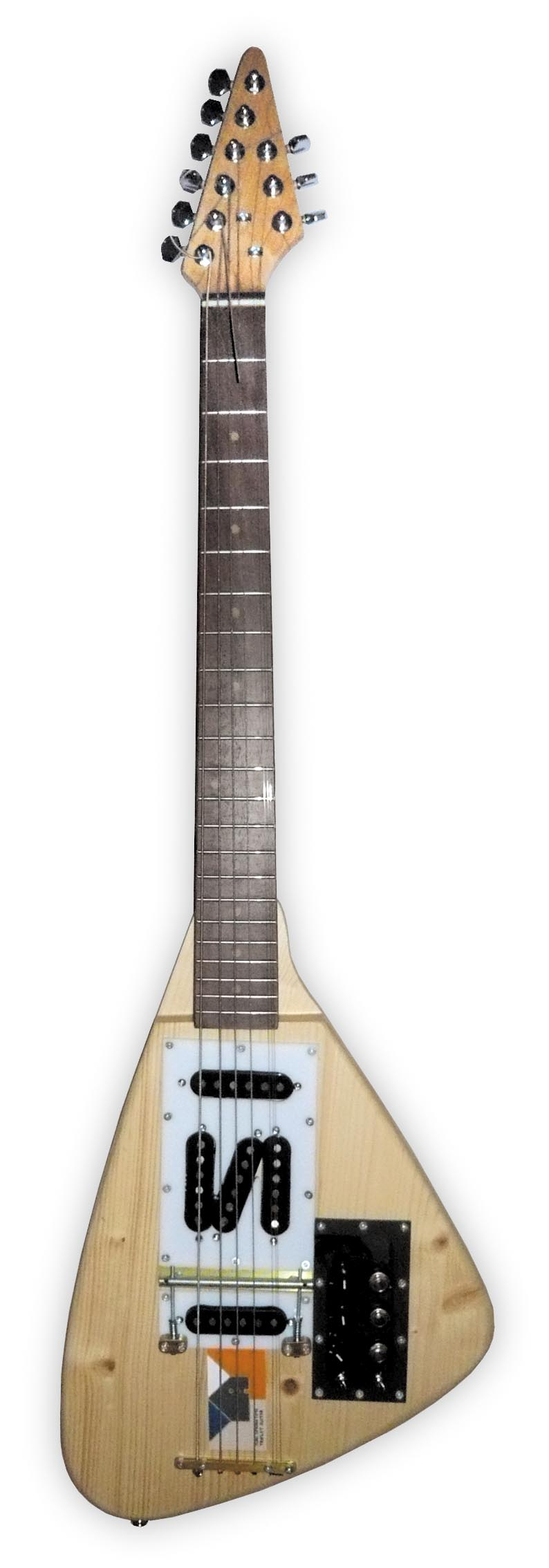
La Springtime de Mauro, 2008.

Para Mauro Pawlowski, de la bande dEUS, Landman creó una Springtime con cinco pastillas y para Meric Long, de The Dodos, una con cuatro pastillas y 9 cuerdas. Para John Schmersal, de Enon una Twister.
El instrumento aparece en el DVD The Making of Battle for the Sun de Placebo.